# ディエゴ・モレノ・ガルバージョ
ディエゴ・モレノ・ガルバージョ（Diego Moreno Garbayo、2001年6月21日 - ）は、スペイン・ナバラ州シントルエニゴ出身のサッカー選手。FCカルタヘナ所属。ポジションはDF。

## クラブ経歴
CAオサスナのカンテラを経て、2019-20シーズンにBチームでキャリアをスタートさせた。2023年1月5日、コパ・デル・レイのジムナスティック・タラゴナ戦にてトップチームデビューを果たすと、2-1での勝利に貢献。トップチームの右サイドバックに負傷者が相次いだことも影響して、2022-23シーズンはトップチーム通算14試合に出場した。
2023年7月1日、オサスナとの契約を2026年まで延長すると同時に、セグンダ・ディビシオンに所属していたCDミランデスへ1シーズンの間レンタル移籍することが決定した。しかし、ミランデスでは出場機会が限られたため、冬の移籍市場でレンタル先をFCカルタヘナへと切り替えた。